# Sitio de Corfinio
El sitio de Corfino fue un enfrentamiento militar menor sucedido a comienzos de la segunda guerra civil de la República romana.

## Antecedentes

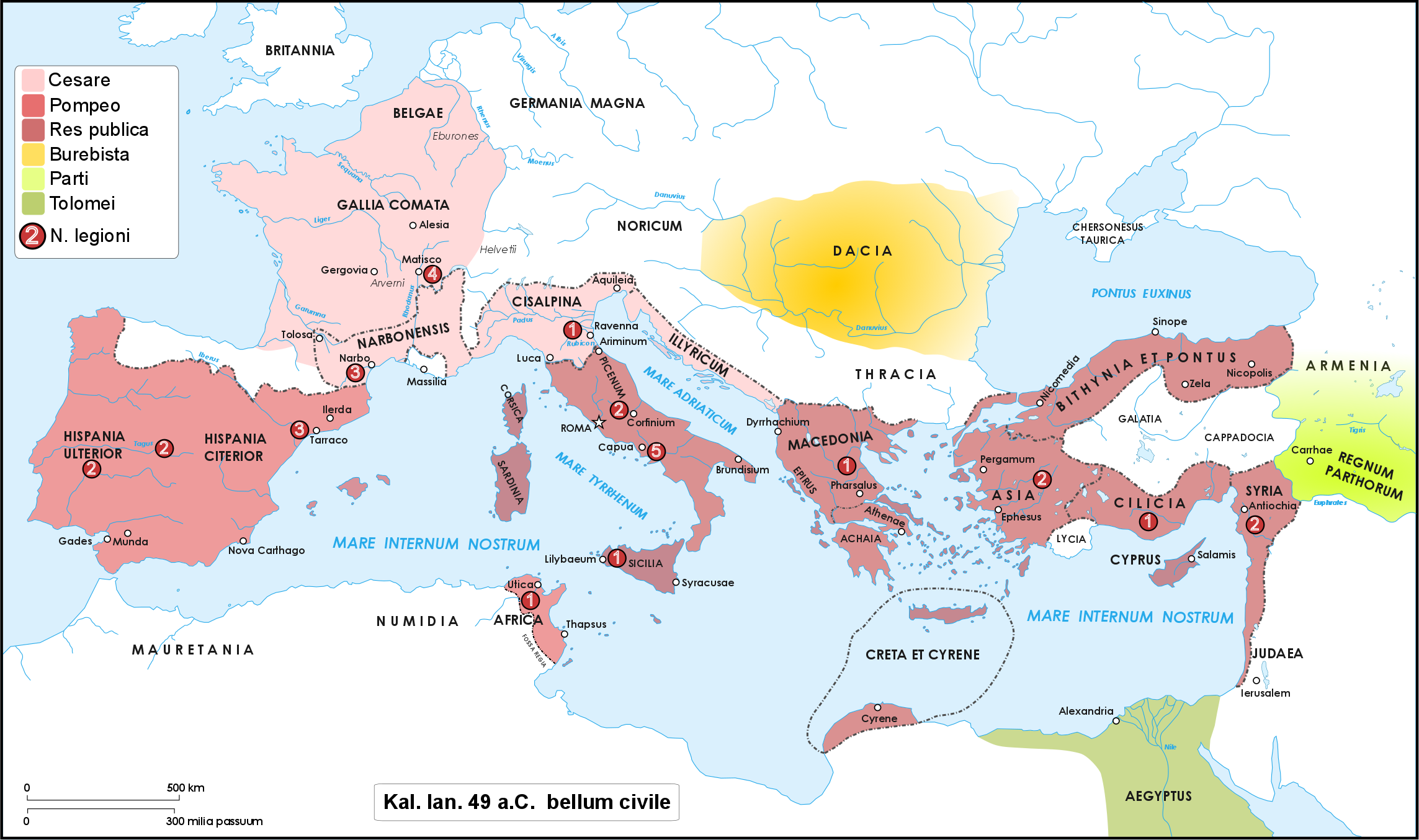
Mundo romano en el 1 de enero del 49 a. C. Se señala que Hispania continúa en manos de Pompeyo y que César a sumado a sus territorios la Galia Comata. Se señala el número de legiones en las distintas provincias. Los helvetti, la ciudad de Massilia y los territorios de Licia, Capadocia, Galatia, Armenia y Judea eran vasallos de Roma.

Después de cruzar el Rubicón en la noche del 11 de enero Cayo Julio César inició un avance fulminante por la península itálica que duró un mes. Tenía solamente la XIII legión –apenas 5000 legionarios veteranos y 300 jinetes–, pero confiaba en contar con el apoyo de numerosas capas de la población y tomar por sorpresa a sus enemigos divididos. El día 12 ocupa Arimino, el 13 Fano y el 14 Ancona. Mientras que Marco Antonio y Gayo Escribonio Curión aseguran los flancos de su ejército ocupando Arretio el 15 e Iguvio el 21 respectivamente. Mientras tanto, sus rivales políticos con Cneo Pompeyo Magno a la cabeza movilizaron todas las influencias, recursos, contactos diplomáticos y transportes a su disposición, pero mostrándose incapaces de ofrecer una resistencia organizada en la península -las dos únicas legiones que tenía a su mando en la región eran veteranos de César, que este había cedido para una cancelada campaña contra Partia y no eran de fiar-. Pompeyo, cauteloso quizás a causa de la vejez, decidió hacer una retirada estratégica hacia Epiro, donde esperaba formar un ejército capaz de derrotar a su rival. Al parecer, siempre consideró necesario abandonar Italia ante César. El 17 de enero salía de Roma con la mayoría del Senado, algo sin precedentes en la historia de la República –un error de salir con tal premura fue el no alcanzar a llevarse el oro del Templo de Saturno, que César no dudaría en usar para su causa–. Entre tanto, la marcha triunfal de César continuaba, pasando de largo al estar cerca de la capital. El 3 de febrero toma Fermo y el 6 Castro Truentino. Finalmente, las XII y VIII legiones cumplieron con las órdenes antes dadas, reforzando el avance cesariano junto a numerosos auxiliares. Durante este, César supo presentarse como un campeón de los populares ante el pueblo, para el que ya era un héroe por sus victorias en Galia. Según Marco Tulio Cicerón «el bando de César tiene de todo salvo una causa; de los demás tiene en abudancia»; se había ganado el favor de la mayoría de los jóvenes, algunos tribunos, los que malvivían en las ciudades, los agobiados por las deudas y los hombres con sentencias legales o estigmas censoriales. Él y sus seguidores tenían ya un importante apoyo material y moral a la vez que el populacho se desinteresaba de defender a la República de los optimates.

## Combate

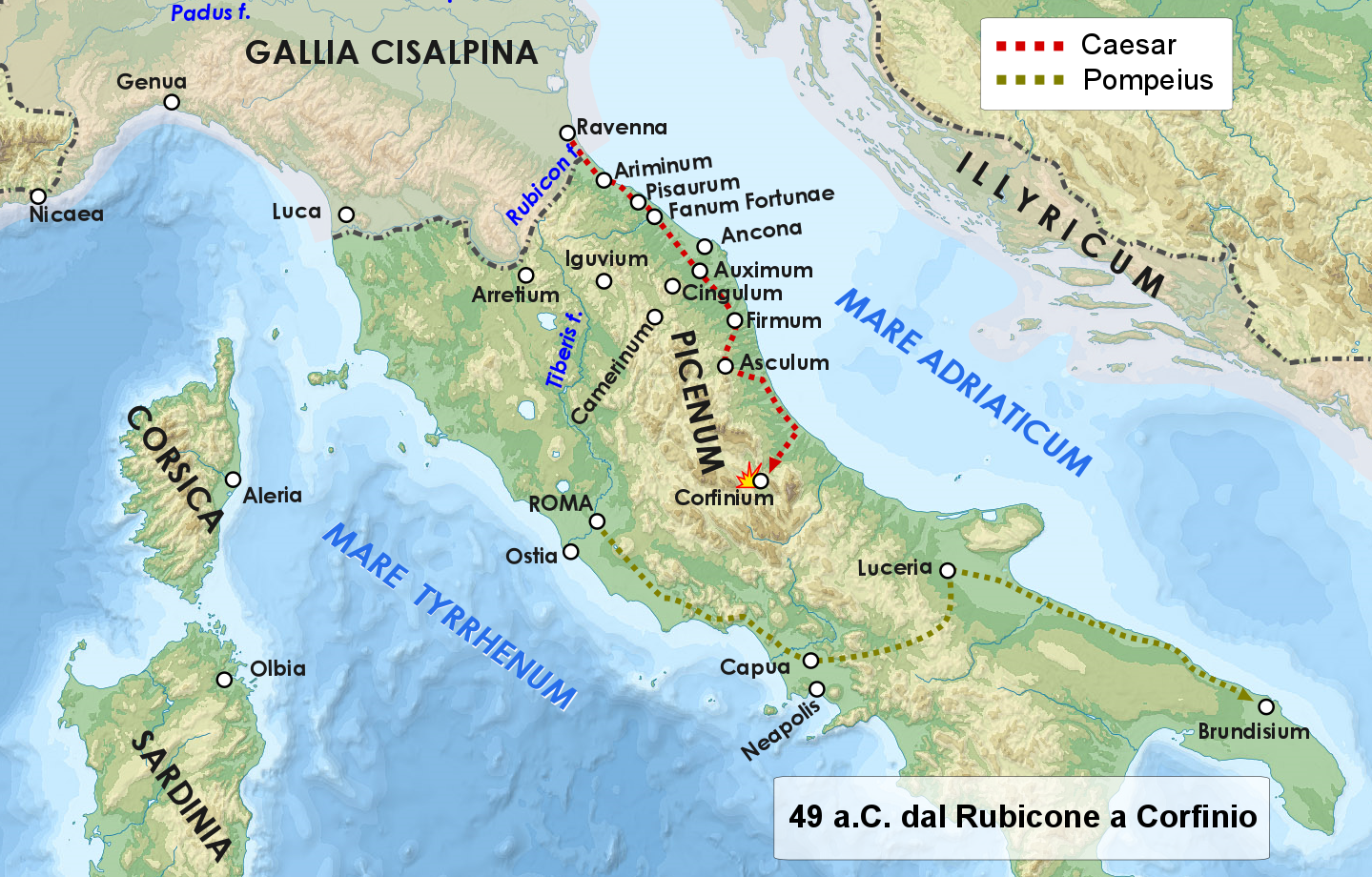
Movimientos de César y Pompeyo entre el Rubicón y Corfinio.

Sin embargo, no todos los opositores a César respondieron con igual resignación la decisión de su comandante. Desoyendo las peticiones de Pompeyo de unir sus fuerzas a la retirada estratégica, Lucio Domicio Enobarbo se atrincheró en Corfino con 20 cohortes. Había sido nombrado nuevo gobernador de la Galia Transalpina y estaba decidido a resistir. La causa de los cesarianos era la ambición de poder de su comandante y, por tanto, nadie le cuestionaba su autoridad, muy distinta a la autoridad de Pompeyo, que siempre fue una especie de campeón o primero entre iguales patricios que defendían la República que se dedicaban a pelearse entre sí o dinamitar la autoridad de su propio líder -una de las causas de su derrota-, siendo llamado Agamenón, porque también tenía reyes a su mando. César tenía completa libertad de acción, mientras que cada orden de Pompeyo estaba supeditada a una compleja cadena de mandos (como demostraba el episodio de Corfinio). El 15 de febrero César llegó a las cercanías de la ciudad y supo que la vecina Sulmona deseaba sometérsele pero se lo impedía la guarnición de 7 cohortes. Envió a Marco Antonio, quien fácilmente logró sumar la guarnición a sus fuerzas en el asedio. El 21 de febrero Enorbarbo se rindió y él con todos sus lugartenientes fueron perdonados, pero había conseguido unos días preciosos para que la mayoría de las fuerzas opositoras a César evacuaran por Brindisi.

## Consecuencias
Era dueño de Italia pero su enemigo había escapado con su ejército intacto, por lo que la guerra civil no hacía más que comenzar. Debe tenerse en cuenta que, según historiadores modernos, prácticamente nunca trazó un plan estratégico en sus campañas. Su confianza en sí mismo lo convencía de que todo problema se solucionaba con su intervención personal. César y Enobarbo se volvieron a enfrentar, en Masilia, cuando el primero marchaba a someter personalmente a los pompeyanos que se organizaban en Hispania y el segundo, llegando al puerto con 7 mercantes sufragados a cuenta personal y tripulados por sus esclavos y campesinos arrendatarios, había asumido la defensa del enclave.

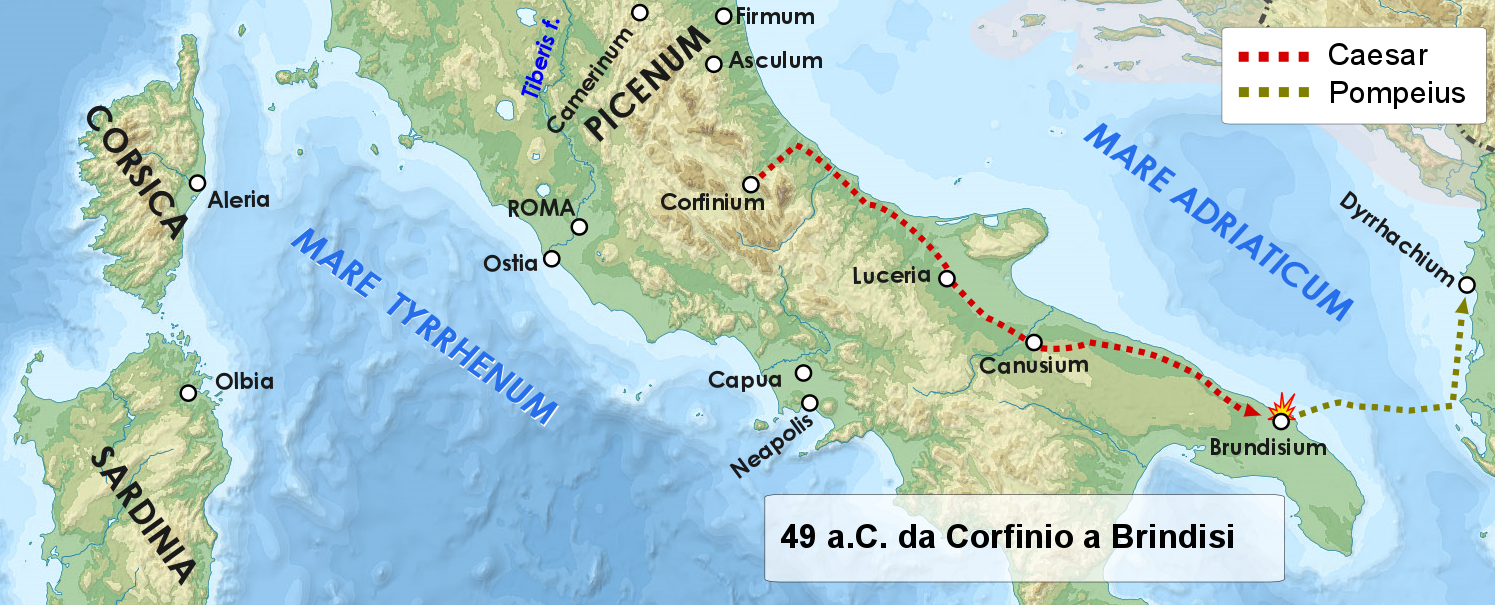
Movimientos desde la capitulación de Corfinio hasta Brindisi.

La campaña de Italia había sido una muestra más de sus ya conocidas tácticas de guerra relámpago, aprovechándose del vacío de poder creado por el pánico ante su avance. Su forma de hacer la guerra se basaba en su lema: celeritas et improvisum, «velocidad y sorpresa». Atacar con todas las fuerzas a su disposición, confiando en su capacidad de liderazgo y la calidad de sus tropas, apareciendo donde y cuando menos se esperaba, desbaratando los planes del enemigo y compensando su inferioridad numérica y organizativa. Esto era perfecto para enfrentar a Pompeyo, un maestro en el detalle logístico, la planificación a largo plazo y cabecilla de una red centralizada y eficiente de partidarios, levas, dinero, suministros, transportes, comunicaciones y diplomacia que abarcaba toda la cuenca del Mediterráneo. También era un maestro para aterrar a sus enemigos e inspirar a sus seguidores. Lo sorprendente fue su política de clementia, «clemencia», basada en el perdón y el olvido, la compasión y la generosidad, inventaba un «nuevo método de conquista». Sorprendía porque César se mostró inmisericorde con los bárbaros en la Guerra de las Galias.
En el fondo, César sólo era uno de los muchos caudillos o señores de la guerra romanos surgidos tras las reformas marianas, cuando Cayo Mario permitió el reclutamiento de los capite censi para las legiones como soldados profesionales que luchaban por un sueldo. Destacaban personajes como Mario, Lucio Cornelio Sila, Quinto Sertorio, Pompeyo, César, Antonio, César Augusto y Sexto Pompeyo. Anteriormente, el ejército estaba formado por pequeños propietarios campesinos lo suficientemente prósperos como para costearse sus propias armas y armaduras. Ejerciendo los derechos políticos y volviendo a sus tierras al finalizar la temporada de campañas para dedicarse a sus tierras, pero a medida que las campañas eran más largas y en tierras más lejanas, cada vez más de ellos se encontraban con sus granjas arruinadas y sus familias más endeudadas para sobrevivir. Finalmente, no podían competir con los grandes latifundios de los patricios, que usaban la mano de obra barata de los millares de esclavos que se importaban de los nuevos territorios conquistados. En definitiva, eran víctimas de su éxito. Obligados a vender sus tierras, vagabundeaban por las calles de Roma con sus familias. A medida que se reducía el número de ciudadanos capaces de pagar su propio armamento y crecían las necesidades militares de la República y los vagos, Mario consideró necesario reclutar a los que no podían costearse su equipamiento personal, los capite censi, pero estos resultaron ser leales solamente al general que les pagaba y no a la República. Roma dejaba de tener un ejército nacional, en cambio, nacían las milicias privadas leales a los ricos que podían pagarlas, organizarlas y acaudillarlas, las autoridades republicanas perdían el control efectivo sobre ellos para imponer la ley y se limitaban a legitimar su autoridad. En busca de saciar su ambición de gloria y riquezas, estos caudillos expandieron las fronteras republicanas cada vez más lejos de las tierras conocidas por los romanos, ganándose a sus hombres gracias al botín del saqueo y los esclavos.